# Salus Populi Romani

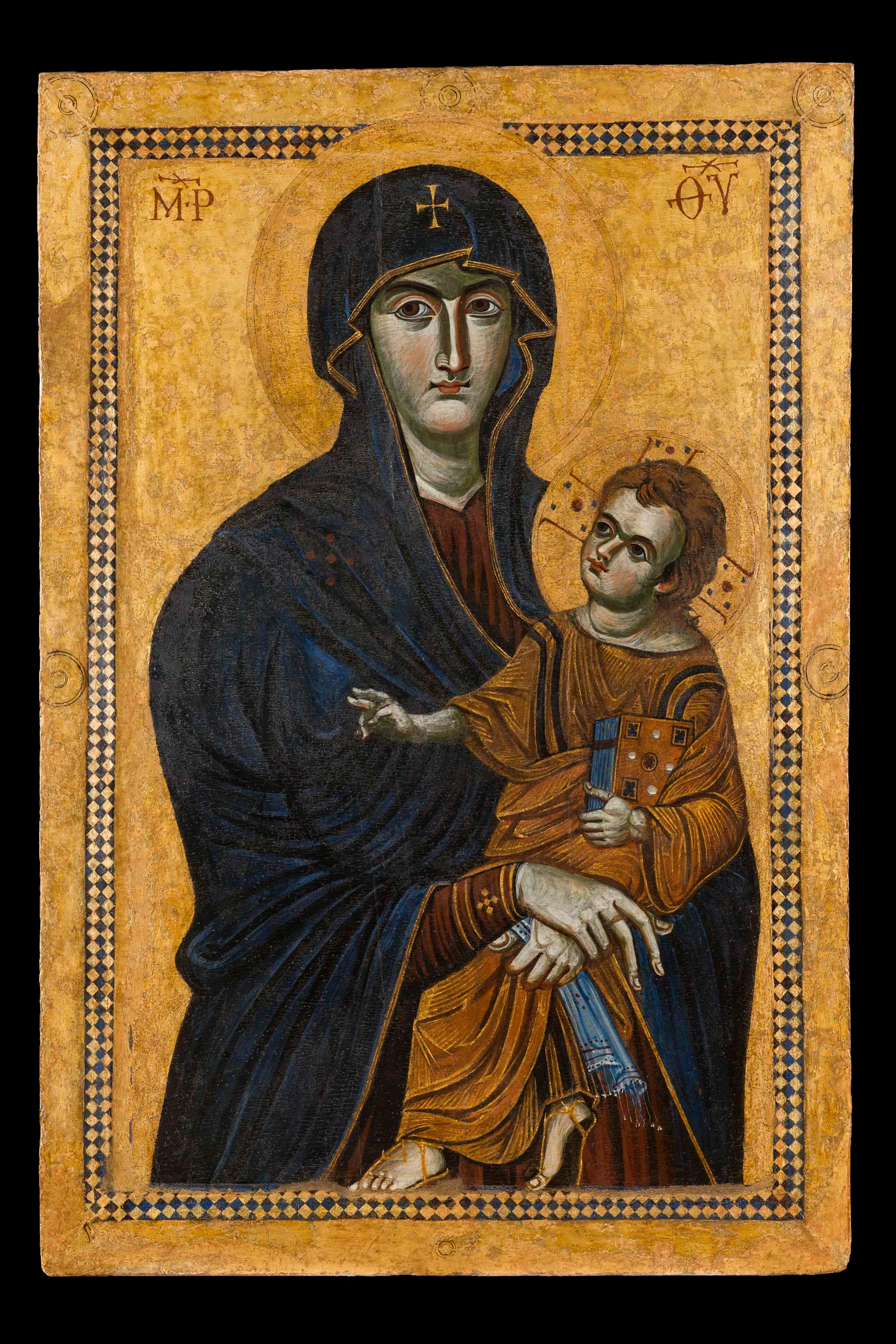
Ikona Matky Boží z Lyddy, Salus Populi Romani v bazilice Santa Maria Maggiore v Římě

Salus Populi Romani – nazývaná také Matka Boží z Lyddy nebo Římská, což znamená Spása římského lidu. Svátek této enkaustické ikony se v pravoslavné církvi drží 26. června, také 12. března a v katolické církvi 28. ledna. Je umístěna v římské bazilice Santa Maria Maggiore v Pavlově kapli (Capella Paolina).
Ikona Panny Marie je obzvláště uctívána zejména obyvateli Říma, jehož je hlavním obrazem. V roce 1954 byla ikona korunována papežem Piem XII.

## Historie
Podle křesťanské tradice kázali apoštolové Petr a Jan v Lyddě (později zvané Diospolis) nedaleko Jeruzaléma. Tam postavili chrám zasvěcený Nejsvětější Bohorodici, pak se vydali do Jeruzaléma a požádali ji, aby přišla a posvětila chrám svou přítomností. Ona je poslala zpět do Lyddy a řekla: "Jděte v pokoji a já tam budu s vámi." Všichni se vrátili do Lyddy.
Po návratu do Lyddy apoštolové našli na stěně chrámu barevně obtištěnou ikonu Panny Marie (některé prameny uvádějí, že obraz byl na sloupu). Pak se objevila Matka Boží a zaradovala se nad množstvím lidí, kteří se tam shromáždili. Požehnala ikonu a dala jí moc konat zázraky. Tato ikona nebyla vytvořena lidskou rukou, ale božskou mocí a řadí se k ikonám acheiropoieta.

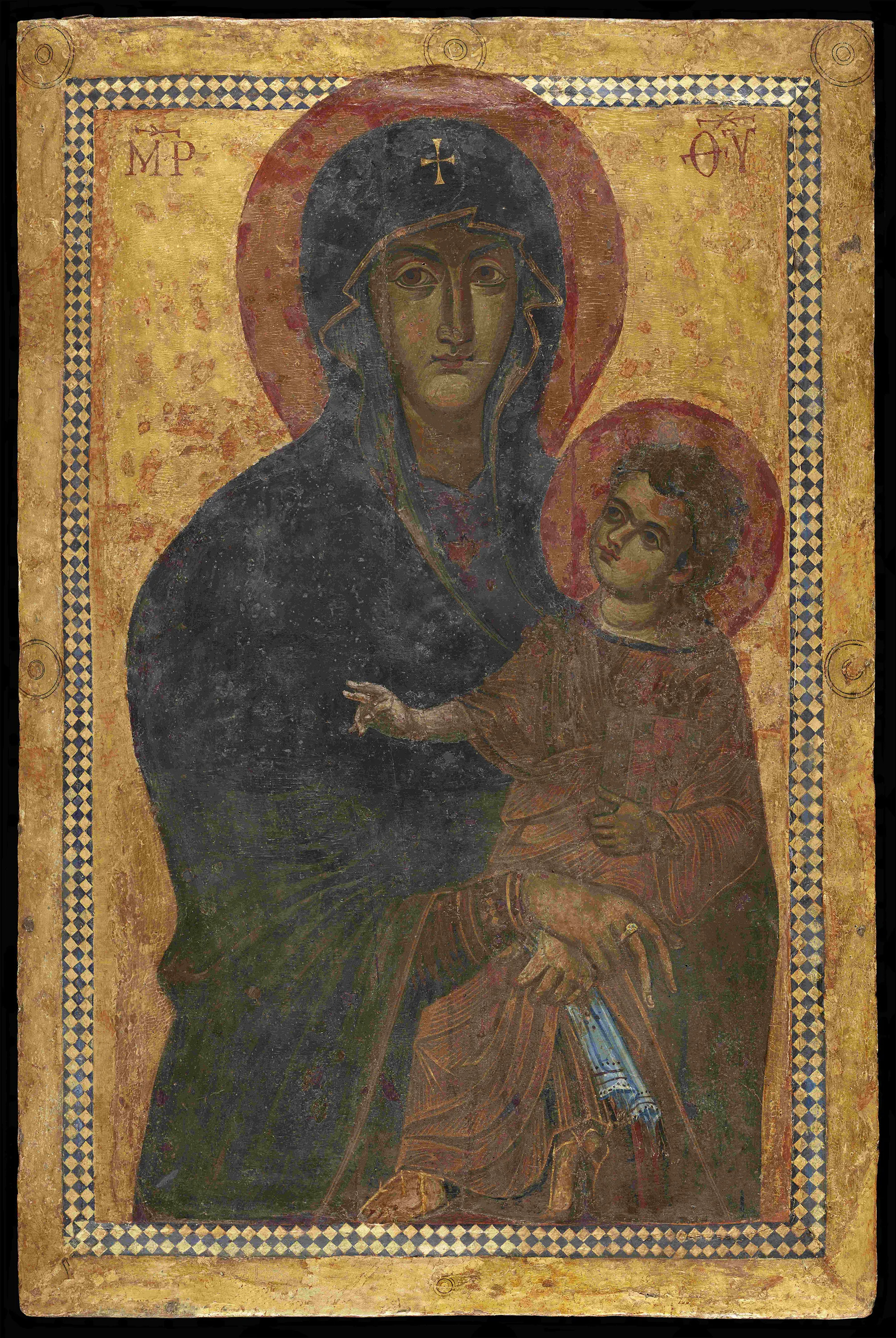
Santa Maria Salus Populi Romani

Julián Apostata, který vládl v letech 361-363, se o ikoně dozvěděl a pokusil se ji zničit. Zedníci s ostrými nástroji obraz odsekávali, ale barva a linie se hluboko vpily do kamene a ikonu se nepodařilo zničit. Zpráva o zázraku se rozšířila a ikonu přišly uctít miliony lidí.
V osmém století procházel Lyddou svatý Germanus, budoucí konstantinopolský patriarcha, a nechal zhotovit kopii ikony, kterou v době ikonoklastických sporů poslal do Říma. Podle vyprávění ji Germanus hodil do moře, aby se sama zachránila. Druhého dne se ikona objevila na pobřeží Itále. Papež Řehoř II. se ihned vydal s procesím zázračnou ikonu uvítat k ústí řeky Tibery a ona mu sama vzlétla do náruče. Papež ji poté umístil v bazilice svatého Petra, kde stala se zdrojem mnoha uzdravení věřícího lidu. Po skončení ikonoklasmu v Konstantinopoli se ikona začala při bohoslužbách v Římě sama kývat, dávajíc tak najevo, že je čas, aby byla navrácena zpět. A tak papež Sergius II. ji v roce 842 vrátil do Konstantinopole císařovně Theodoře, kde od té doby byla známa jako Římská.

## Liturgické zdroje
Nejstaršími zdroji informací o ikoně z Lyddy je dokument připisovaný svatému Ondřeji z Kréty z roku 726, dopis tří východních patriarchů císaři ikonoklastovi Theofilovi z roku 839 a dílo mnicha Jiřího z roku 886.

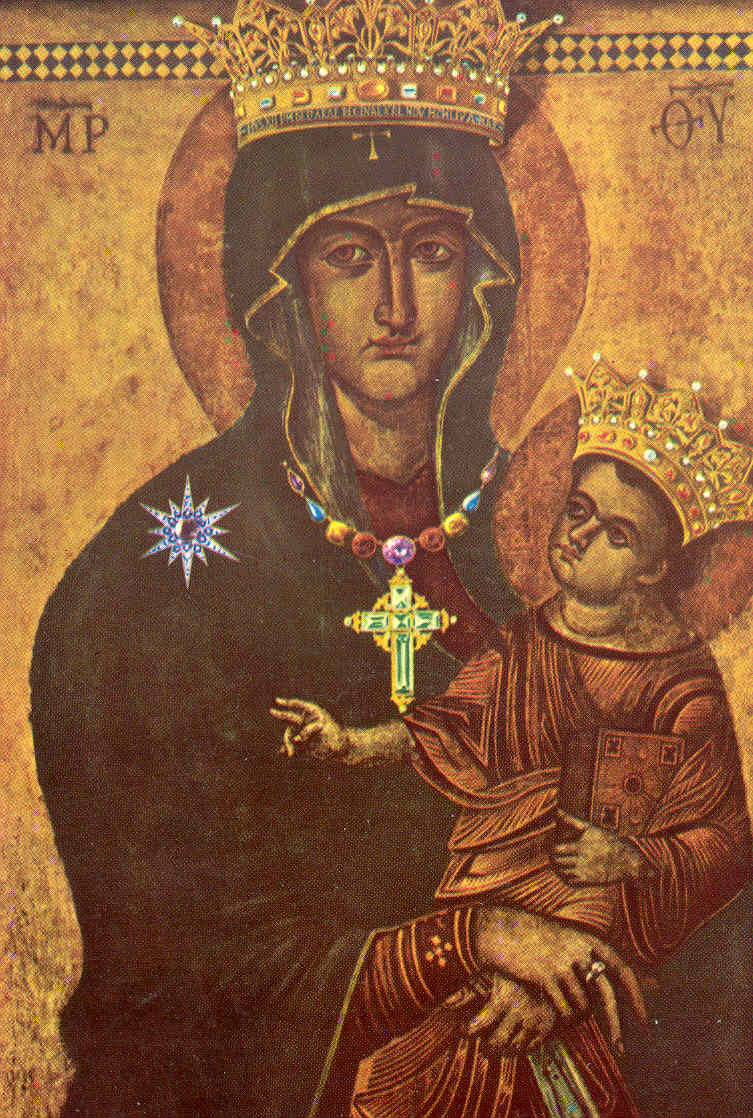
Toto je vzácná fotografie ikony Salus Populi Romani, kterou v roce 1953 korunoval Pius XII. Po renovaci byly koruny a klenoty odstraněny a jsou uloženy v klenotnici baziliky svatého Petra.

Původ ikony je stručně objasňován v bohoslužbě k ikoně Matky Boží Kazaňské:
| „                         | Božského Slova apoštolové, Kristova Evangelia velehlasní světu zvěstovatelé, kteří Boží chrám založili v přesvaté tvé jméno, Bohorodice, i k tobě, Pane, přicházejí a prosí tě v modlitbách, přijď k jeho posvěcení. Ty však, ó Boží Matko, řekla jsi: jděte v pokoji, a já s vámi tam budu. Když se (tam) odebrali, získali na stěně chrámu, Vládkyně, tvého obrazu podobu.. | “ |
| — sedálen 3. písně kánonu | |   |

## Salus Populi Romani
Název Santa Maria Salus Populi Romani (Svatá Marie spása římského lidu) dostala tato ikona proto, že právě tuto ikonu nesl svatý Řehoř Dvojeslov v roce 590 na procesí Římem v době řádění moru, který se zastavil ve stejnou dobu.
Rozměry ikony jsou 117 × 79 cm. Panna Maria je vyobrazena v jasně červeném maphoriu a s červenou svatozáří. Na pravé ruce má konzulský prsten symbolizující její zasnoubení s římským lidem. V levé ruce má položenou mappulu, malou lněnou látku, kterou používala starořímská šlechta. Panna Maria má ruce zkřížené v kruhu a objímá v nich malého Ježíška, který jí sedí na klíně. Tvář Dítěte je obrácena k Matce Boží, pravou ruku má složenou v gestu požehnání.